# Amyda ornata
Amyda ornata è una specie di tartaruga dal guscio molle del sud-est asiatico. È stata a lungo considerata una sottospecie o sottopopolazione della tartaruga dal guscio molle asiatica (Amyda cartilaginea).

## Scoperta
Amyda ornata fu descritta per la prima volta da John Edward Gray nel 1861 come Trionyx ornatus sulla base di un esemplare della Cambogia. La sottospecie Amyda ornata phayrei fu descritta per la prima volta da William Theobald nel 1868 come Trionyx phayrei (dal nome di Arthur Purves Phayre) e nel 1875 come Trionyx ephippium. I sinonimi di Amyda ornata ornata sono Aspilus ornatus e Ida ornata, un sinonimo di Amyda ornata phayrei è Aspidonectes phayrei.
Auliya et al. non distinguono ancora Amyda ornata da Amyda cartilaginea nel 2016; anche il Turtle Taxonomy Working Group ha classificato questa specie nel 2017 come Amyda cartilaginea ornata.

## Descrizione
I maschi possono raggiungere una lunghezza del carapace di 65 centimetri, le femmine fino a 54 centimetri. Sulla parte posteriore dell'armatura ci sono dei tubercoli davanti. Rispetto all'Amyda cartilaginea cartilaginea, l'Amyda ornata ha un colore di base marrone più chiaro. Macchie gialle piuttosto sfocate si trovano solitamente solo sulle guance; tre, raramente due, linee nere convergenti o punti neri disposti simmetricamente sono visibili sul vertice. Non ci sono macchie oculari sul carapace, ma potrebbero esserci punti neri distanziati in modo irregolare su di esso.
La sottospecie Amyda ornata ornata differisce da Amyda ornata phayrei per il muso più appuntito e il carapace più liscio. Quest'ultimo è da marrone a oliva sopra e bianco giallastro sotto e mostra punti neri o linee ondulate sulla testa. La sottospecie del Bangladesh mostra un colore di fondo pallido relativamente uniforme, un motivo indistinto sulla testa e piccole protuberanze distinte sul carapace.

## Distribuzione
Amyda ornata si trova in Vietnam, Laos, Cambogia, Myanmar, India nord-orientale (Mizoram, Manipur e Tripura) e Bangladesh. È stato introdotto dagli esseri umani nell'isola Sulawesi e nelle Piccole Isole della Sonda.

## Tassonomia
Viene fatta una distinzione fra tre sottospecie:
- Amyda ornata ornata del Laos e della Cambogia (bacino idrografico del Mekong)
- Amyda ornata phayrei della Thailandia e del Myanmar (anche nello Yunnan)
- Amyda ornata ssp. (sottospecie finora senza nome) del Bangladesh

## Rapporti con l'uomo
Questa specie è prontamente consumata; si dice che la loro carne abbia un sapore simile al cocco. Nei ristoranti cinesi di Phnom Penh, in Cambogia, l'Amyda ornata catturata in natura viene venduta a un prezzo più elevato rispetto alle tartarughe cinesi d'allevamento. Tuttavia, a causa dell'eccessivo sfruttamento, la popolazione in Cambogia sta lentamente diminuendo. Il Myanmar ha esportato un totale di oltre 15.000 animali selvatici in Cina nel 2004 e nel 2005 e altri 200 nel 2009. Nell'Irrawaddy Dolphin Sanctuary in Myanmar, le popolazioni di Amyda ornata e di altre tartarughe dal guscio molle sono diminuite dal 2005 circa, principalmente a causa al commercio illegale a causa della forte domanda di tartarughe dal guscio molle nella selvaggia Cina meridionale. Nel Chittagong Hill Tracts, in Bangladesh, l'uso di Amyda ornata è stato finora limitato a scopi di sussistenza.